# Cayo Roldán
Cayo Roldán es el nombre que recibe una isla que pertenece a Panamá parte del archipiélago de Bocas del Toro en las coordenadas geográficas 09°13′N 82°19′O / 9.217, -82.317 al sur de la Isla Pastores y la Bahía Almirante y al oeste de isla San Cristóbal, y de la Ensenada Grande, 307 kilómetros al oeste de la capital del país en la Ciudad de Panamá Administrativamente pertenece a la Provincia de Bocas del Toro.